# Tsa-le-Moleka Community
Tsa-le-Moleka Community är en gemenskap i Lesotho.   Den ligger i distriktet Butha-Buthe, i den norra delen av landet, 100 km nordost om huvudstaden Maseru.